# Supercoppa spagnola 2020 (calcio femminile)
La Supercoppa spagnola 2020 di calcio femminile è stata la quinta edizione della Supercoppa spagnola di calcio femminile, la prima con la nuova formula a quattro squadre che sostituisce l'originaria a sole due contendenti. Il torneo si è disputato dal 5 al 9 febbraio 2020 allo Stadio Helmántico di Villares de la Reina. Il trofeo è stato vinto per la prima volta nella sua storia sportiva dal Barcellona, che in finale ha superato il Real Sociedad con il risultato di 10-1.

## Formato
A contendersi il trofeo sono state quattro squadre, formula adottata per la prima volta che ha ripreso il trofeo originariamente a due sole squadre disputato per quattro stagioni dal 1997 al 2000. La competizione ha visto la partecipazione delle finaliste della Coppa della Regina 2018-2019 e delle squadre meglio classificate della Primera División 2018-2019 che non si erano già qualificate alla finale di Coppa: nell'ordine Real Sociedad, Atlético Madrid, Barcellona e Levante.
La competizione ha visto svolgersi due gare di semifinale in gara unica nella sede prestabilita, con le vincenti di queste sfide che hanno avuto accesso alla finale che ha assegnato il trofeo, anch'essa in gara unica nella stessa sede. Il Real Sociedad vincitore della Coppa, ha sfidato il Levante, terzo classificato in Primera División 2018-2019 e, di conseguenza, il Atlético Madrid, secondo classificato in Coppa e Campione di Spagna, si è scontrato con il Barcellona, secondo classificato in campionato. Le sfide si sono disputate rispettivamente il 5 e il 6 febbraio 2020, mentre la finale, tra le vincenti delle semifinali, è stata giocata il 9 febbraio 2020. Non è stata disputata la finale per il 3º e 4º posto.

## Squadre partecipanti
| Squadra         | Qualificazione                                                           | Ultima partecipazione |
| --------------- | ------------------------------------------------------------------------ | --------------------- |
| Atlético Madrid | Campione di Spagna 2018-2019 e finalista di Coppa della Regina 2018-2019 | -                     |
| Barcellona      | 2ª classificata in Primera División 2018-2019                            | -                     |
| Levante         | 3ª classificata in Primera División 2018-2019                            | -                     |
| Real Sociedad   | Detendore della Coppa della Regina 2018-2019                             | -                     |

## Risultati

### Tabellone
|  | Semifinali      | Semifinali      | Semifinali |            |               | Finale        | Finale | Finale |  |
|  |                 |                 |            |            |               |               |        |        |  |
|  | Real Sociedad   | Real Sociedad   | 1          |            |               |               |        |        |  |
|  | Real Sociedad   | Real Sociedad   | 1          |            |               |               |        |        |  |
|  | Levante         | Levante         | 0          |            |               |               |        |        |  |
|  | Levante         | Levante         | 0          |            | Real Sociedad | Real Sociedad | 1      |        |  |
|  |                 |                 |            |            | Real Sociedad | Real Sociedad | 1      |        |  |
|  |                 |                 | Barcellona | Barcellona | 10            |               |        |        |  |
|  | Atlético Madrid | Atlético Madrid | Barcellona | Barcellona | 10            | 2             |        |        |  |
|  | Atlético Madrid | Atlético Madrid |            |            |               |               |        |        |  |
|  | Barcellona      | Barcellona      | 3          |            |               |               |        |        |  |

### Semifinali
| Arbitro: | Ainara Andrea Acevedo Dudley |

|           |           |  |
| Baños 17’ | Marcatori |  |

| Arbitro: | María Dolores Martínez Madrona |

|                      |           |                                      |
| Duggan 4’ Corral 62’ | Marcatori | 12’ Guijarro 28’ Martens 43’ Oshoala |

### Finale
| Arbitro: | Marta Huerta de Aza |

|           |           |                                                                                     |
| Lareo 63’ | Marcatori | 5’, 33’, 56’, 78’ Torrejón 7’, 44’ Putellas 35’, 51’ Oshoala 37’ Hansen 75’ Andújar |

### Formazioni
| Real Sociedad | Barcellona |

| P                | 1  | María Asunción Quiñones |     |     |
| D                | 18 | Lucía Rodríguez         | 80’ |     |
| D                | 19 | Núria Mendoza           |     |     |
| D                | 6  | Ane Etxezarreta         |     |     |
| D                | 2  | Iraia Iparragirre       |     |     |
| C                | 11 | Marta Cardona           |     |     |
| C                | 8  | Itxaso Uriarte          |     | 46’ |
| C                | 3  | Ana Tejada              |     |     |
| C                | 14 | Leire Baños             |     | 64’ |
| A                | 17 | Bárbara Latorre         |     | 22’ |
| A                | 7  | Nahikari García         |     | 60’ |
| A disposizione:  |    |                         |     |     |
| P                | 26 | Adriana Nanclares       |     |     |
| D                | 5  | Maddi Torre             |     | 46’ |
| C                | 4  | Sara Olaizola           |     | 64’ |
| C                | 10 | Nerea Eizaguirre        |     | 22’ |
| A                | 12 | Manu Lareo              |     | 60’ |
| D                | 15 | Clau Blanco             |     |     |
| A                | 24 | Cecilia Marcos          |     |     |
| Allenatore:      |    |                         |     |     |
| Gonzalo Arconada |    |                         |     |     |

| P               | 1  | Sandra Paños           |     |
| D               | 15 | Leila Ouahabi          | 26’ |
| D               | 4  | Mapi León              |     |
| D               | 17 | Andrea Pereira         |     |
| D               | 8  | Marta Torrejón         |     |
| C               | 12 | Patricia Guijarro      | 56’ |
| C               | 11 | Alexia Putellas        |     |
| C               | 9  | Mariona Caldentey      | 56’ |
| C               | 16 | Caroline Graham Hansen | 56’ |
| A               | 22 | Lieke Martens          |     |
| A               | 20 | Asisat Oshoala         |     |
| A disposizione: |    |                        |     |
| P               | 13 | Pamela Tajonar         |     |
| D               | 3  | Stefanie van der Gragt |     |
| C               | 6  | Vicky Losada           | 56’ |
| A               | 7  | Jennifer Hermoso       |     |
| C               | 14 | Aitana Bonmatí         | 56’ |
| D               | 18 | Ana-Maria Crnogorčević | 26’ |
| A               | 19 | Candela Andújar        | 56’ |
| Allenatore:     |    |                        |     |
| Lluís Cortés    |    |                        |     |